# لهجة تكريتية
اللهجة التكريتية هي إحدى لهجات شمال بلاد ما بين النهرين التي تتميز بها مدينة تكريت، حيث كان سكان هذه المدينة يتكلمون بالسريانية القريبة من العربية، وبعد الفتح الإسلامي لهذه المدينة، أصبح لسان المدينة عربياً مع الاحتفاظ ببعض الخصائص اللفظية للغة السريانية.
ويشير الباحث الدكتور أحمد خطاب العمر في بحثه المنشور في الجزء السادس من موسوعة تكريت إلى أن أكثر ما تأثرت به لغة العامة في المدينة لغة قبائل الحجاز، ويوضح ان العرب يختلفون في نطق القاف فيجعلها عدد منهم بين القاف والكاف، لكن القاف في لغة العامة في تكريت هي الفاشية وهي لغة أهل الحجاز وتنطقها عامة العرب (كاف) ومنها بغداد، وظلت لغة العامة في تكريت لم تتأثر بلغة العامة في بغداد ولا القبائل المحيطة بها إذ تنطقها كافاً أيضا.
ويضيف الباحث وهو من أبناء تكريت «يتوضح حرف القاف لدى أهالي تكريت، فيقولون قلت وقالت وقالوا وأقل وطاق وأطيق وطبق». وفي لهجتهم إدغام وإبدال في الاحرف فيقولون الديب بدلاً من (الذئب)، والبيغ بدل (البئر)، وفي الفعل يقولون جا في (جاء) وتصريفاتها (جينا وجيتم وأجي) ويأخذ مع قلب (الذال دالاً). أهم ما يميز لهجة تكريت هو إملة الواو الساكنة فيقال تنيغ بدلا من تنور وعصفيغ بدلا من عصفور.
وهناك ألفاظ فصيحة تستعمل في لهجة العامة في تكريت لكن فيها ألفاظ أخرى تغيرت إما بحركاتها أو بإسقاط حروف منها أو أخذها معاني جديدة لا علاقة لها بالمعنى المعجمي.